# Herb gminy Sejny
Herb gminy Sejny – jeden z symboli gminy Sejny, ustanowiony 2 września 2005.

## Wygląd i symbolika
Herb przedstawia na tarczy w polu czerwonym postać srebrnego jelenia, zwróconego w prawo, a nad nim srebrną lilię.